# Karmjanski rajon
Karmjanski rajon (ryska: Кормянский район, vitryska: Кармянскі раён) är ett distrikt i Belarus.   Det ligger i voblasten Homels voblast, i den östra delen av landet, 230 km öster om huvudstaden Minsk.